# 直接監視下短期化学療法
直接監視下短期化学療法(DOTS)（ちょくせつかんしかたんきかがくりょうほう、DOTS）とは、世界保健機関（WHO）が定めた、結核の治療における、DOT（directly observed therapy）直接服薬確を指し、DOTSはDOTを含む対策全体のシステムを指す。
1995年、WHOはDOTS（directoly observed treatment, short course）という名称を付けた。直訳すれば直接監視下短期化学療法であるが、単なる治療方式の代名詞ではなく、結核対策戦略のブランド名（DOTS戦略）である。
DOTSには5つの要素があり、
1. 国全体がDOTSを支持し実施に責任を持つ事。
2. 喀痰塗抹陽性例を最重要ターゲットとすること
3. 直視下で患者の内服を確認する治療方式（DOT）を採用すること
4. 適切な抗結核薬を必要な期間投与すること
5. 治療成績を確認し報告すること

我が国では院内DOTS、地域DOTSなどDOTを指す意味でDOTSが慣用的に使われている。DOTSが必要な理由は「患者は薬を飲み忘れる」「薬を飲み忘れるのは正おいたな人間」という認識から、服薬しやすい環境づくりに重点を置いた考え方に基づいている。前述したように、不規則な服薬は耐性獲得、治療失敗へと結びつくのである。
DOTS戦略の5要素（WHO）
1. 結核対策への政府の強力な取り組み
2. 有症状受診に対し、喀痰塗抹検査による患者の発見
3. 少なくともすべての喀痰塗抹陽性患者に対し、服薬を確認した短期化学療法の導入
4. 薬剤安定供給システムの確立
5. 整備された患者記録と報告体制に基づいた対策の監督と評価

## 歴史
DOTSの技術戦略は、1970年代と80年代にインターナショナル・ユニオン・アゲインスト・チューバーキュロス＆ラングディジーズのカレル・スタイブロが、タンザニア、マルワイ、ニカラグア、モザンビークで発展させた。
スタイブロが改良した、”チェックとバランスの治療システム”は多くの発展途上国で高い治療率と低コストで始められるものだった。
結核を治療した人の割合が40％から80％近くに増加、生命を守るのに一人につき10ドル、新しい感染を避けるのに各３ドルかかった。
2007年、WHOと世界銀行はスタイブロのシステムを拡散させる為の調査を開始、2008年7月、世界銀行はスタイブロとWHOを招待して結核コントロール計画を中国で開始。
2007年末までにこのプロジェクトを、結核患者同士で２倍以上の治療率で認知できる結果となる。中国は即刻、国の半分をカバーできるように拡散した。
1990年代近くまでに、WHOはスタイブロのシステムで700近くにおける仕事を決行、これらの内100個のみ結核をコントロールするプログラムを効果的に行うものにした。
この中からWHOの小規模結核関連ユニットは、”結核コントロールの為の枠組み”と簡潔に表わされ、5つの主要素と9つの鍵となるオペレーションで発展した。
頭文字を強調して”DOTS”もしくは直接監視療法とし、結核の治療本体と組み合わせて結核治療の為の5つの主要素の1つとして短期化学療法と知られている。
1993年、世界銀行の”世界開発レポート”ではDOTSの結核コントロール戦略が宣言され、最も低コストで効果的な公共ヘルスの投資の１つとされた。
1994年の秋、WHOの結核支持者クレイグ・クラウドは、開発されたマーケティング戦略がブランドとして公共ヘルスに介在でき、国際的な意思決定者となりうるものになるとして、
”dots”のスペルを逆にすると”STOP”と読めることもあり、短く記憶に残る”STOP結核、DOTSを使え”と促進した。
”POZマガジン”によると、”世界中の結核の感染については、資金不足のWHOの危機的状況が高級な雑誌に掲載される事によって過ぎ去った。病的な写真と魅力的な表紙、それは1995年の結核レポートだった” 
結核を根絶する為、インドの協力により”DOTSは世界中の結核プログラムに明快な声となり、その目新しさでこの健康による介在が
国際ヘルスコミュニティの外部にまで素早く注目された”と言われている"。
1995年3月20日、DOTSリポートは、ニューヨーク市の健康部門によってリリースされた。トム・フリエデン市長は新しい協議会で、DOTSのエッセンスをこう説明している。
”結核のコントロールは基本的には薬の管理問題にある”
フリエデンは結核発生の早期において、薬の管理問題をニューヨーク市の戦略に取り入れている。
1997年3月19日、ベルリンのロベルト・コッホ研究所では、”DOTSはこの10年の健康における打開策では最大級だ”と言及した。
WHOのディレクターである中嶋宏によると、”私達は、結核による少なくとも1000万人の死を防ぎ、次の10年の健康部門への導入の糸口として、広大なDOTS戦略になると予想している”
2013年の中嶋の死により、彼の10年に渡る運営はWHOの最も成功したプログラムの内の１つとして認識されている。